# 브리티시컬럼비아주의 주지사
브리티시 컬럼비아 주지사 (Premier of British Columbia)는 캐나다 브리티시 컬럼비아주의 정부수반이다. 현직 주지사는 존 호건이다. 브리티시 컬럼비아 주지사는 주의원 총선거와 동시에 선출된다.

## 역대 주지사
| 대 | 이름                          | 임기                                       |
| -- | ----------------------------- | ------------------------------------------ |
| 1  | John Foster McCreight         | 1871년 11월 13일 - 1872년 12월 23일        |
| 2  | Amor De Cosmos                | 1872년 12월 23일 - 1874년 2월 11일         |
| 3  | George Anthony Walkem         | 1874년 2월 11일 - 1876년 2월 1일           |
| 4  | Andrew Charles Elliott        | 1876년 2월 1일 - 1878년 6월 25일           |
| -  | George Anthony Walkem         | 1878년 6월 25일 - 1882년 6월 13일          |
| 5  | Robert Beaven                 | 1882년 6월 13일 - 1883년 1월 29일 (불신임) |
| 6  | William Smithe                | 1883년 1월 29일 - 1887년 3월 29일          |
| 7  | Alexander Edmund Batson Davie | 1887년 3월 29일 - 1889년 8월 1일           |
| 8  | John Robson                   | 1889년 8월 2일 - 1892년 6월 29일           |
| 9  | Theodore Davie                | 1892년 7월 2일 - 1895년 3월 4일            |
| 10 | John Herbert Turner           | 1895년 3월 4일 - 1898년 8월 15일           |
| 11 | Charles Augustus Semlin       | 1898년 8월 15일 - 1900년 2월 28일          |
| 12 | Joseph Martin                 | 1900년 2월 28일 - 1900년 6월 15일          |
| 13 | James Dunsmuir                | 1900년 6월 15일 - 1902년 11월 21일         |
| 14 | Edward Gawler Prior           | 1902년 11월 21일 - 1903년 6월 1일          |
| 15 | Sir Richard McBride           | 1903년 6월 1일 - 1915년 12월 15일          |
| 16 | William John Bowser           | 1915년 12월 15일 - 1916년 11월 23일        |
| 17 | Harlan Carey Brewster         | 1916년 11월 23일 - 1918년 3월 1일          |
| 18 | John Oliver                   | 1918년 3월 6일 - 1927년 8월 17일           |
| 19 | John Duncan MacLean           | 1927년 8월 20일 - 1928년 8월 21일          |
| 20 | Simon Fraser Tolmie           | 1928년 8월 21일 - 1933년 11월 15일         |
| 21 | Thomas Dufferin Pattullo      | 1933년 11월 15일 - 1941년 12월 9일         |
| 22 | John Hart                     | 1941년 12월 9일 - 1947년 12월 29일         |
| 23 | Boss Johnson                  | 1947년 12월 29일 - 1952년 8월 1일          |
| 24 | W. A. C. Bennett              | 1952년 8월 1일 - 1972년 9월 15일           |
| 25 | Dave Barrett                  | 1972년 9월 15일 - 1975년 12월 22일         |
| 26 | Bill Bennett                  | 1975년 12월 22일 - 1986년 8월 6일          |
| 27 | Bill Vander Zalm              | 1986년 8월 6일 - 1991년 4월 2일            |
| 28 | Rita Johnston                 | 1991년 4월 2일 - 1991년 11월 5일           |
| 29 | Mike Harcourt                 | 1991년 11월 5일 - 1996년 2월 22일          |
| 30 | Glen Clark                    | 1996년 2월 22일 - 1999년 8월 25일          |
| 31 | Dan Miller                    | 1999년 8월 25일 - 2000년 2월 24일          |
| 32 | Ujjal Dosanjh                 | 2000년 2월 24일 - 2001년 6월 5일           |
| 33 | Gordon Campbell               | 2001년 6월 5일 - 2011년 3월 14일           |
| 34 | Christy Clark                 | 2011년 3월 14일 - 2017년 7월 18일          |
| 35 | John Horgan                   | 2017년 7월 18일 - 2022년 11월 18일         |
| 36 | David Eby                     | 2022년 11월 18일 (현직)                    |

## 참고 문헌
- “Premiers of British Columbia, 1871- today”. Province of British Columbia. 2013年6月4日에 원본 문서에서 보존된 문서. 26 April 2011에 확인함.
- James H. Marsh, ed (1999). "British Columbia"The Canadian Encyclopedia. Toronto : McClelland & Stewart. ISBN 0-7710-2099-6